# Tene Omarim
Tene Omarim (hebr. טנא עומרים) – wieś położona w Samorządzie Regionu Har Chewron, w Dystrykcie Judei i Samarii, w Izraelu.
Leży w górach Judzkich, w południowej części Judei.

## Historia
Osadę założono w 1983 jako wojskowy punkt obserwacyjny, w którym w 1984 osiedlili się cywilni osadnicy żydowscy.